# Panama (Oklahoma)
Pour les articles homonymes, voir Panama (homonymie).
Panama est une ville du comté de Le Flore en Oklahoma aux États-Unis.
La population était de 1 413 habitants en 2010.